# David Levy (Bassist)

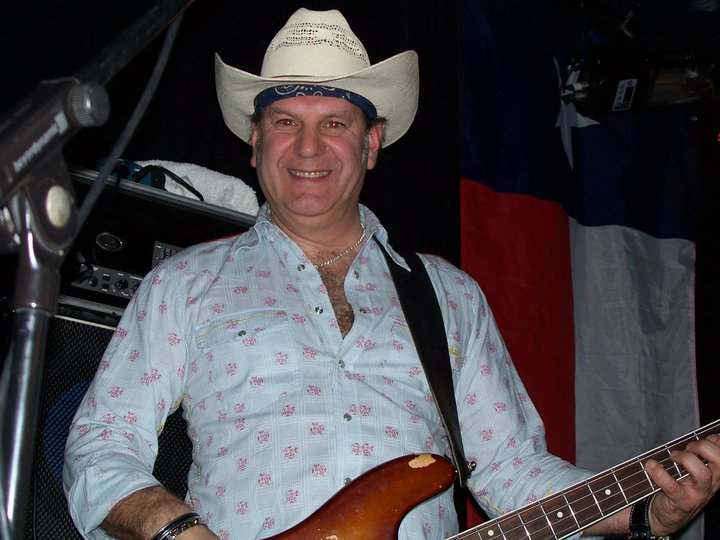
Live mit Los Pacaminos

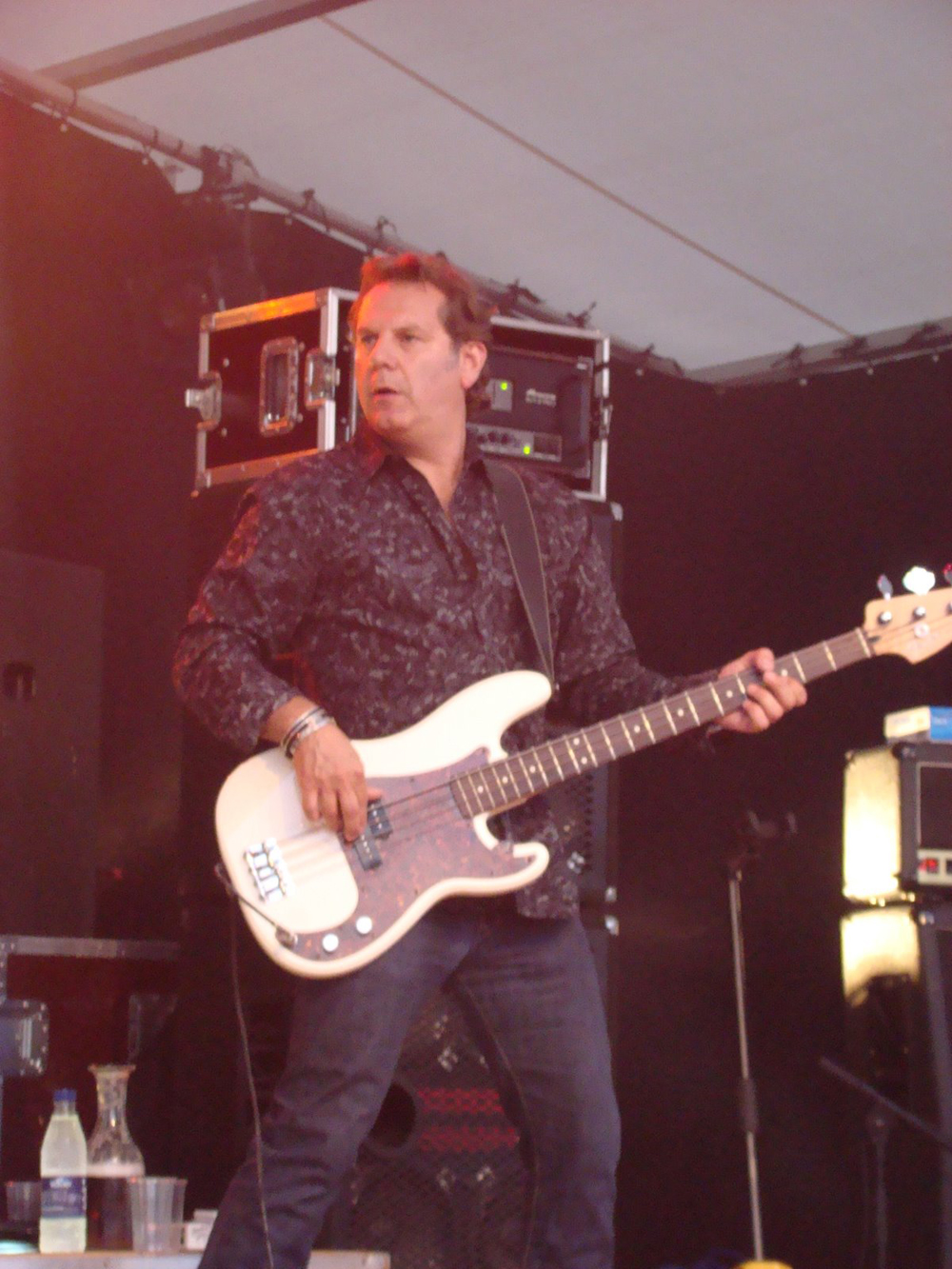
Live beim Rory Gallagher Tribute

David Levy (* 12. November 1960 in London, Vereinigtes Königreich) ist ein britischer Bassist.
Levy spielte bereits mit Rory Gallagher, Andrew Roachford, Paul Young, Los Pacaminos, Shirley Bassey, Alison Moyet, Mike Oldfield, G-Boys, King of Fools, Bonnie Tyler, Chris de Burgh, Stephen Tin Tin Duffy, John Foxx, Tina Charles, Bastion Baker, Five Star, Sam Brown, Austin Klezmorim und The Living Tree. 
Zudem schrieb und arrangierte er im Jahr 1990 den Song  Is it Mustard or Mango?, der auf Sam Browns Single Kissing Gate als B-Seite erschien.
Seit 1995 spielt er in der Liveband von Chris de Burgh und in unregelmäßigen Abständen auch live mit Andrew Roachford, Never the Bride und den Los Pacaminos.
Sein Bass ist ein Fender-Bass, den er in mehreren Ausführungen spielt.